# 亚历山大·霍约斯
亚历山大·冯·霍约斯（德語：Alexander Graf von Hoyos，1876年5月13日—1937年10月20日），是奥匈帝国时期的伯爵、外交官和政治家。霍约斯在1912年至1917年期间出任帝国外交部办公厅主任，他作为七月危机的当事者之一主张强硬外交，从而在大战爆发前夕发挥了重要作用。1917年2月左迁为驻挪威公使，帝国解体之后他辞去了公职。